# زاوزيورسك
زاوزيورسك (بالروسية: Заозёрск) هي إحدى مدن روسيا في الكيان الفدرالي الروسي مورمانسك أوبلاست.